# La storia di una donna
La storia di una donna è un film muto italiano del 1920 diretto da Eugenio Perego.